# ويليام براولي
ويليام براولي (بالإنجليزية: William H. Brawley)‏ (و. 1841 – 1916 م) هو سياسي، ومحام، وقاض من الولايات المتحدة الأمريكية .
وهو عضو في الحزب الديمقراطي الأمريكي .

## التعليم
تعلم في جامعة كارولاينا الجنوبية.